# Onthophagus bytinskii
Onthophagus bytinskii là một loài bọ cánh cứng trong họ Bọ hung (Scarabaeidae).